# Bers Patera
La Bers Patera è una struttura geologica della superficie di Venere.